# Pristomerus tuscaloosae
Pristomerus tuscaloosae är en stekelart som beskrevs av Dasch 1979. Pristomerus tuscaloosae ingår i släktet Pristomerus och familjen brokparasitsteklar. Inga underarter finns listade i Catalogue of Life.